# 사실추정의 원칙
|                                                      |
| 불법행위법                                           |
| 영미법 시리즈                                        |
| 과실                                                 |
| 주의의무 · 주의기준                                  |
| 근인 · 사실추정의 원칙                               |
| 과실계산 · 가해자 완전책임                           |
| 과실의 정신적 가해행위                               |
| 구조원칙 · 구조의무                                  |
| 법률상 불법행위                                      |
| 제조물책임법 · 고위험 행위                           |
| 불법침입인 · 승낙출입자 · 고객                       |
| 유인적 위험물                                        |
| 재산관련 불법행위                                    |
| 불법침해 · 컨버전                                    |
| 압류동산회복소송 · 동산점유회복소송 · 횡령물회복소송 |
| 유해물                                               |
| 근린방해 · 라일랜즈 대 플레처 판결                   |
| 의도적 불법행위                                      |
| 폭행위협 · 폭행 · 불법감금                           |
| 정신적 피해                                          |
| 승낙 · 필요 · 자기방어                               |
| 명예관련 불법행위                                    |
| 명예훼손 · 사생활 침해                               |
| 신뢰훼손 · 절차악용                                  |
| 악의적 기소                                          |
| 경제적 불법행위                                      |
| 사기 · 불법적 간섭                                   |
| 음모 · 영업방해                                      |
| 의무, 변론, 구제방법                                 |
| 상대적 과실과 과실 기여                              |
| 명백한 회피 기회 원칙                                |
| 상급자책임 · 동의는 권리침해 성립을 조각             |
| 패륜적 계약에서 채권발생 없다                        |
| 손해배상 · 금지명령                                  |
| 영미법                                               |
| 미국의 계약법 · 미국의 재산법                        |
| 미국의 유언신탁법                                    |
| 미국의 형법 · 미국의 증거법                          |

사실추정의 원칙(事實推定의 原則, 라틴어: res ipsa loquitur 레스 입사 로퀴투르[*], the thing speaks for itself)은 피고의 지배하에 있는 것으로 인하여 발생한 불법행위나 사고로 인한 손해는 피고의 과실로 한다는 영미법의 원칙이다. 사실 추정칙, 과실 추정칙(推定則), 과실추론법칙이라고도 한다.
원고의 손해발생이 피고의 과실 없이는 도저히 일어날 수 없는 경우 피고의 반증이 없는 한 원고에게 손해가 발생하였다는 사실 자체만으로 피고의 주의의무의 위반을 입증할 수 있는 원칙이다. 이는 피고의 과실입증이 어려운 경우 원고의 피해가 발생했을 때 과실유무 입증책임을 피고에게 넘기는 원리이다.

## 예
- 날씨가 좋은 날에 비행기가 갑자기 산으로 추락하여 전원이 사망하는 사고에서 법원은 원고(사망자유족)의 증거제시 없이도 항공사의 과실을 추정하게 된다.

## 필요사항
이 원칙이 성립하기 위해서는 다음과 같은 사항이 필요하다.
1. 원고가 입은 피해는 다른 누군가의 과실없이는 발생할 수 없는 일반적이지 않은 것, (위키백과의 글이 모조리 삭제되는 것은 사용자의 권한 밖이고 종종 일어나는 것이 아님)
2. 피고에게 손해가 발생되지 않도록 한 주의의무가 부과되어 있을 것, (관리자는 백과내의 내용들을 보호하고 관리할 일반적 의무가 있다)
3. 원고에 대한 손해가 피고 이외의 제 3자의 원인에 의한 것이 아닐것 등이다. (관리자외에는 삭제할 권한이 없다)

## 참고 문헌
- Black's Law Dictionary 1486 (8th ed. 2004).
- 의료과실소송과 Res ipsa loquitur[깨진 링크(과거 내용 찾기)]
- 이태희, 임홍근 지음, 법률영어사전, 법문사. 2007. (ISBN 978-89-18-01051-9)
- 첫번째 이야기 – 당연한 일 이정운 변호사 2010-12-21

## 같이 보기
- 무죄 추정의 원칙
- 인과관계